# Влахиње (Бреза)
Влахиње су насељено мјесто у Босни и Херцеговини, у Општини Бреза, које административно припада Федерацији Босне и Херцеговине. Према попису становништва из 1991. у насељу је живјело 84 становника.

## Становништво
| Националност       | 1991. | 1981. | 1971. | 1961. |
| Срби               | 51    |       |       |       |
| Муслимани          | 33    |       |       |       |
| остали и непознато |       |       |       |       |
| Укупно             | 84    | '     | '     | '     |

| Демографија | Демографија | Демографија |
| Година      | Становника  | Становника  |
| ----------- | ----------- | ----------- |
| 1991.       | 84          |             |